# Exercici de terra

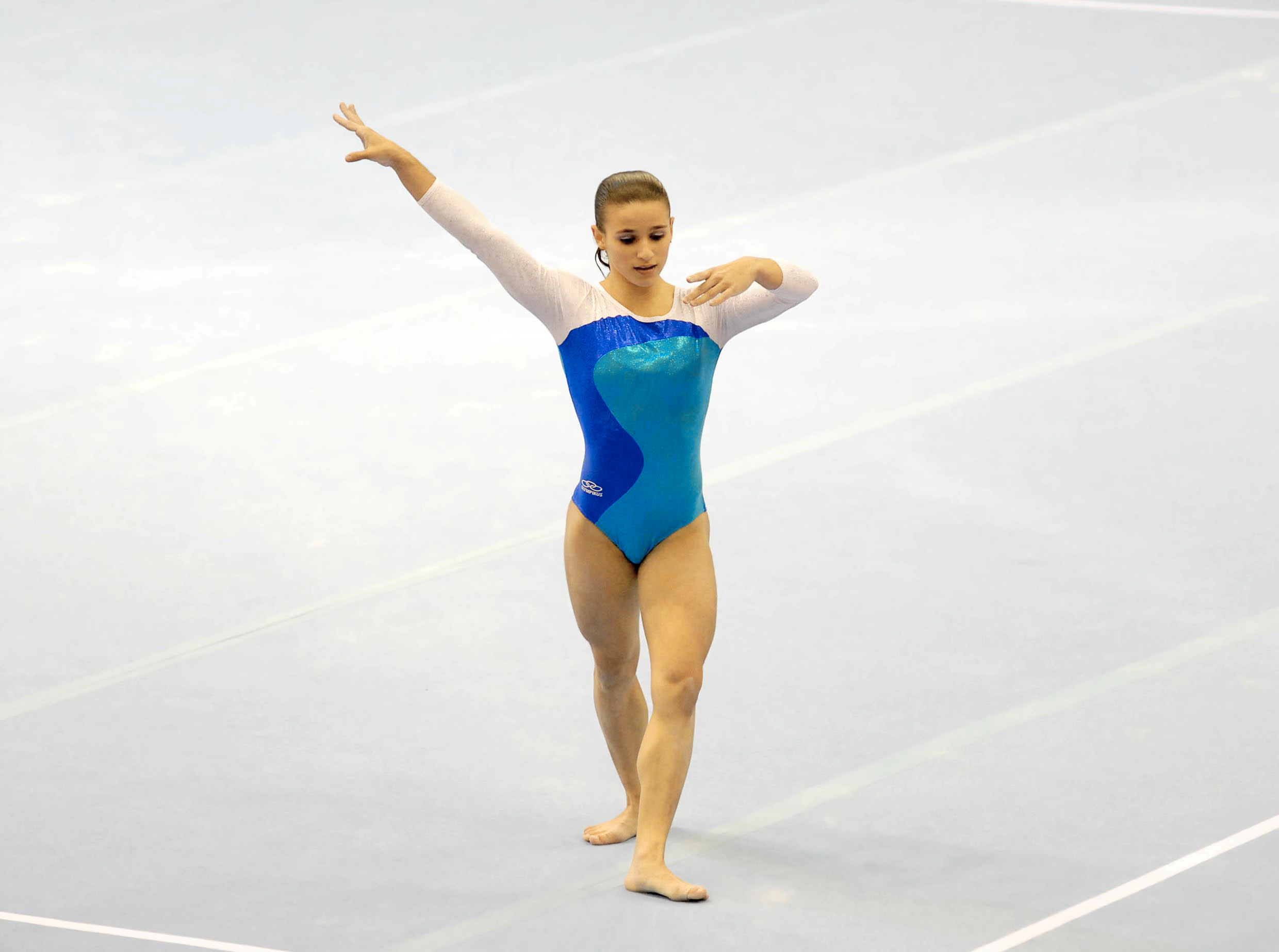
Jade Barbosa en un exercici de terra.

L'exercici de terra o simplement terra és un dels diversos aparells gimnàstics en què es competeix en gimnàstica artística. Avui dia, el contingut clàssic en esport escolar i popular utilitza una pista creada alineant matalassos de terra o, més rarament, un pesat matalàs rodant difícil de manejar pels nens. Aquí, el moviment només és possible en una direcció o en la direcció oposada.
L'exercici de terra es desenvolupa en una superfície encatifada de 12 × 12 metres quadrats. Es practica tant en categoria masculina com femenina. Les gimnastes efectuen una coreografia d'entre 70 i 90 segons, de vegades amb acompanyament musical. Els gimnastes, en canvi, realitzen una rutina d'entre 60 i 70 segons, sense música.
Les rutines consisteixen en una sèrie de passades diagonals on el gimnasta porta a cap tota mena de salts, voltes, habilitats acrobàtiques i caigudes a terra, acompanyades per elements de dansa, demostrant flexibilitat, força i equilibri.
L'exercici de terra ha de cobrir l'àrea completa del tapís amb diverses diagonals i es compon principalment d'elements acrobàtics, combinats amb elements gimnàstics de força i equilibri, elements de flexibilitat, suports invertits i combinacions coreogràfiques, formant un exercici amb ritme harmoniós. En la modalitat femenina inclou elements de direcció.

## L'aparell
L'aparell es va originar com un «exercici lliure» per als homes, molt semblant a l'actual exercici de terra. La majoria dels gimnastes de terra de competició són terres amb ressorts. Contenen molles i/o una combinació d'escuma de cautxú i fusta contraplacada que fan que el terra reboti, suavitzi l'impacte dels aterratges i permet que la gimnasta guanyi alçada en caure. Els terres tenen perímetres clarament designats anomenats franja de delimitació, que indiquen una zona fora de límits.

### Dimensions
Les mesures de l'aparell són publicades per la FIG a l'opuscle Apparatus Norms. Les dimensions són les mateixes per la gimnàstica artística, tant en competició masculina i femenina, així com per a la gimnàstica acrobàtica.
- Longitud: 12 m ± 3 centímetres[7]
- Amplada: 12 m ± 3 centímetres[7]
- Diagonals: 16,97 m ±5 centímetres[7]
- Marge addicional de seguretat: 1 m[7]

Les dimensions en gimnàstica rítmica, on el terra és l'escenari de tots els exercicis, són:
- Longitud: 13 m ± 3 centímetres[7]
- Amplada: 13 m ± 3 centímetres[7]
- Diagonals: 18,38 m ±5 centimetres[7]
- Marge addicional de seguretat: 0,5 m.[7]

## Puntuació i regles de l'exercici de terra femení

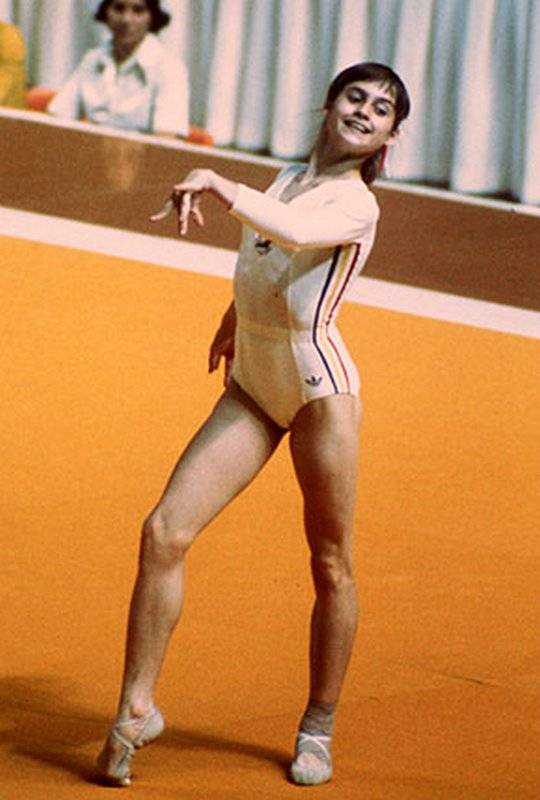
Nadia Comăneci al terra als Jocs Olímpics d'estiu de 1976.

Les rutines d'exercicis a terra duren fins a 90 segons, i hi ha un vigilant per a aquest esdeveniment. La rutina està coreografiada per endavant, i es compon d'elements acrobàtics i de dansa. Aquest esdeveniment, sobretot, permet a la gimnasta expressar la seva personalitat a través del seu estil de dansa i musical. Els moviments que es coreografien a la rutina han de ser precisos, sincronitzats amb la música i entretinguts.
Pel que fa a la competició d'elit internacional, la composició de la rutina la decideixen la gimnasta i els seus entrenadors. Molts gimnasos i federacions nacionals contracten coreògrafs especials per dissenyar rutines per als seus gimnastes. Entre els coreògrafs de gimnàstica coneguts destaquen Adriana Pop (Romania, França, Xina), Dominic Zito (Estats Units), i Geza Pozar (Romania, Estats Units). Algunes gimnastes adopten una nova rutina de l'exercici de terra cada any; altres mantenen la mateixa rutina durant diverses temporades de competició. No és estrany que els entrenadors modifiquin la composició d'una rutina entre competicions, sobretot si s'utilitza durant un període prolongat. És poc freqüent que les gimnastes facin servir més d'una rutina diferent en la mateixa temporada, tanmateix, no és del tot inaudit; per exemple, als Jocs Olímpics d'estiu de 1996 a Atlanta, la rutina de la russa Dina Kotchetkova a la final de terra va tenir una música, coreografia i composició completament diferents de la que va utilitzar en el seu exercici complet.
La música emprada per a la rutina és també l'elecció de la gimnasta i els seus entrenadors. Pot ser de qualsevol estil musical conegut i tocar-se amb qualsevol instrument, però pot no incloure paraules pronunciades ni lletres cantades de cap mena. Es permet la vocalització si la veu s'empra exclusivament com a instrument. Normalment, és responsabilitat de l'entrenador portar la música a cada competició.
Les puntuacions es basen en la dificultat, l'art, la demostració dels elements requerits i la qualitat general del rendiment. La puntuació es divideix en dues parts, puntuació D i puntuació E, que se sumen per obtenir la puntuació global. La puntuació D és una bonificació afegida a la puntuació general pel nivell de dificultat de la rutina. La puntuació D es calcula sumant els valors de les 8 habilitats, connexions i requisits de composició més difícils amb els valors següents:
| Dificultat | Valor |
| ---------- | ----- |
| A          | 0.1   |
| B          | 0.2   |
| C          | 0.3   |
| D          | 0.4   |
| E          | 0.5   |
| F          | 0.6   |
| G          | 0.7   |
| H          | 0.8   |
| I          | 0.9   |
| J          | 1.0   |

La puntuació E es basa en l'execució i comença amb un valor de fins a 10,0; es prenen deduccions per mala forma i execució, manca d'elements necessaris i caigudes. S'espera que la gimnasta utilitzi tota l'àrea del terra per a la seva rutina i vagi des d'una cantonada de la catifa a l'altre. Els passos fora dels perímetres designats de la planta incorren en deduccions. La gimnasta també incorrerà en una deducció si hi ha lletra a la música.

### Rutines de nivell internacional
Les rutines poden incloure fins a quatre sèries acrobàtiques i diversos elements de ball, girs i salts. Una rutina de terra ha de consistir almenys en:
- Connexió de dos elements de ball (un ha de incloure un gir a 180 graus)
- Salts cap endavant/de costat i cap enrere
- Dobles salts
- Salts amb un mínim d'un gir complet

## Puntuació i regles de l'exercici de terra masculí
Les rutines d'exercicis de terra dels homes no duren més de 70 segons, i hi ha un vigilant per a aquest esdeveniment. Un so fort sona per avisar els gimnastes quan els queden 10 segons del temps assignat per acabar la seva rutina abans de rebre una penalització per excedir el temps legal permès. Les rutines solen estar formades per elements acrobàtics, combinats amb altres elements que mostren la força i la flexibilitat del gimnasta mentre es fa servir tota l'àrea del terra.
Igual que amb la gimnàstica artística femenina, les puntuacions es basen en la dificultat, la forma i la qualitat general del rendiment, i la puntuació global és l'addició de la puntuació D i la puntuació E. Es prenen deduccions per manca de flexibilitat, no utilitzar tota l'àrea del terra i fer una pausa abans de traçar les diagonals.

### Rutines de nivell internacional
Una rutina de terra ha de contenir almenys un element de tots els grups d'elements:
- I. Elements no acrobàtics
- II. Elements acrobàtics cap endavant
- III. Elements acrobàtics cap enrere i elements àrabs

L'element final pot provenir de qualsevol grup d'elements que no sigui el grup I. Els que competeixen com a sèniors han d'incloure un doble salt a les seves rutines.

## Exercicis de terra de gimnàstica rítmica

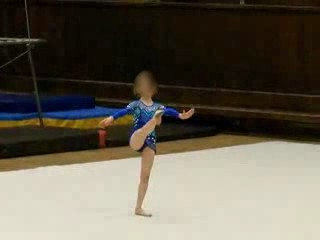
Jove gimnasta rítmica en exercicis de terra.

Els exercicis de terra són una categoria també a la gimnàstica rítmica, però només es considera per a les gimnastes més joves, fins a 10 anys, que realitzen les seves rutines a mà alçada, és a dir, sense cap aparell (al contrari dels cinc restants: corda, cèrcol, pilota, maces i cinta). La seva durada i contingut estan clarament especificats i difereixen en cada categoria d'edat.
Un exercici de terra de competició es basa en una seqüència d'acrobàcies. Els gimnastes realitzen les sèries principals en la diagonal del quadrat definit pel terra. A nivell de competició internacional, un moviment complet sol contenir entre tres i quatre diagonals.
A aquests elements acrobàtics, els homes afegeixen elements de força (per exemple, planxes) i d'equilibri (cercles Thomas). La durada total d'un exercici és d'aproximadament un minut.
L'exercici de terra femení és l'únic tipus de programa de gimnàstica artística que es realitza amb música, el mateix dura aproximadament 1 min 30 s. L'acompliment de l'esportista s'avalua per la complexitat dels elements realitzats, la seva neteja i l'absència d'errors. En les competicions femenines, els jutges també tenen en compte el nivell de formació coreogràfica. Els elements acrobàtics dels exercicis de terra inclouen salts mortals, salts mortals, splits, parades de mans i altres, així com les seves combinacions. Un element característic dels exercicis de terra és una seqüència acrobàtica: una sèrie de salts i tombarelles realitzats en diagonal sobre el matalasset, d'una cantonada a una altra, aquests últims es tenen en compte en la puntuació, i compten cada vegada més. Per a les dones, el programa inclou passos de ball separats, similars a exercicis de gimnàstica rítmica . Es consideren errors greus les caigudes i l'abandó del tapís per part de l'esportista. Durant l'actuació, l'esportista haurà d'utilitzar al màxim la zona del matalasset.

### Exercicis tradicionals

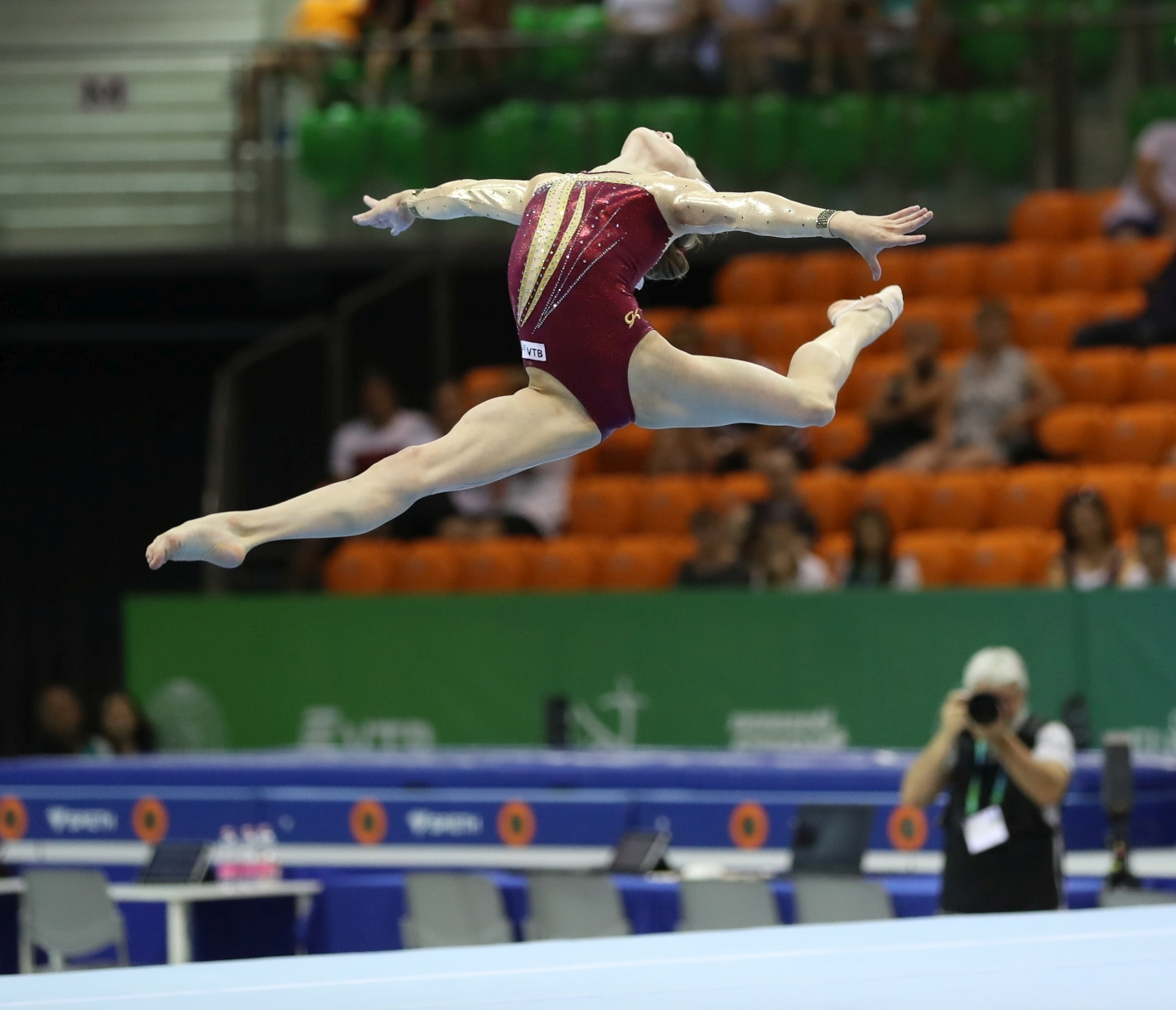
Exercici de terra durant les finals per aparells de les nenes en el 1r Campionat del Món Júnior de Gimnàstica Artística de la FIG el 30 de juny de 2019 en Győr, Hongria. En la imatge: Viktoriia Listunova.

Entre els exercicis tradicionalment realitzats pels gimnastes en el terra, es compten:
- Tombarella cap enrere (back handspring): un moviment de tombarella clau que implica una tombarella cap enrere fins a la posició de parada de mans i, a continuació, una tombarella cap endavant fins a la posició original dempeus.
- Tombarella cap endavant (frontal handspring): igual que el handspring cap enrere, només que el gimnasta comença corrent dona suport a les seves mans i realitza una tombarella cap endavant fins a la posició de parada de mans i es mou cap endavant fins a la posició dempeus.
- Caminada frontal (front walkover): Similar a una tombarella cap endavant, però en una caminada frontal, les cames de la gimnasta es mouen l'una després de l'altra, donant com a resultat un moviment suau i fluid.
- Caminada cap enrere (back walkover): el revers d'una caminada frontal on una vegada més les cames del gimnasta es mouen fluidament l'una després de l'altra.
- Tombarella: també coneguda com a tombarella frontal, consisteix en una tombarella cap endavant al llarg del terra amb els genolls ficats o en posició de pica.
- Tombarella cap enrere: el revers d'una tombarella, amb els genolls ficats i una tombarella cap enrere al llarg del terra.
- Roda de carro: rotació lateral del cos en la qual la gimnasta comença en posició dempeus, gira lateralment amb les mans en el terra i les cames en posició dividida, i continua girant fins a tornar a la posició dempeus.
- Roundoff: una maniobra estil roda de carro que implica una mitja rotació, una breu pausa en posició de parada de mans i un retorn a la posició original dempeus.
- Tombarella aèria lateral: també coneguda com a aèria lateral o simplement aèria, consisteix en una tombarella realitzada en l'aire, en la qual les mans no toquen el terra.
- Salt mortal: també coneguda com a tombarella frontal, és similar a la tombarella aèria en la qual el gimnasta realitza una volta completa sense tocar el terra. A diferència d'una tombarella, una tombarella aèria implica una tombarella cap endavant, no cap als costats.
- Salt recte: un salt cap endavant en el qual la gimnasta manté les cames rectes durant el vol i en aterrar.
- Salt de tisora: També anomenat salt de canvi, és un salt cap endavant en el qual les cames es mouen en forma de tisora.
- Salt dividit: Salt cap endavant en carrera en el qual la gimnasta passa per la posició de split mentre està en l'aire.
- Parada de mans creuada: Variant de la parada de mans en la qual les mans es col·loquen molt juntes en el terra.

## Guanyadors olímpics en aquesta modalitat

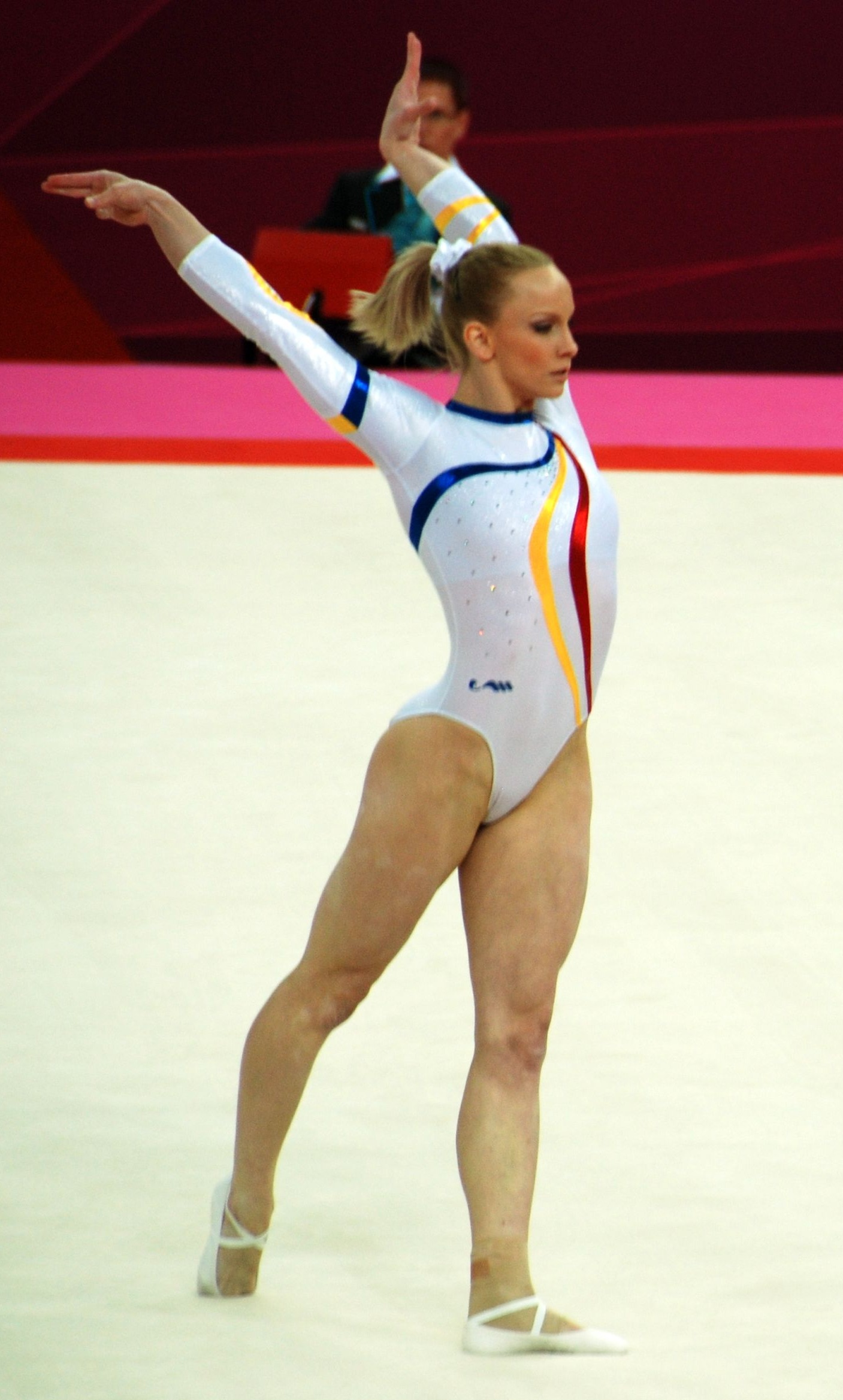
Exercici de la romanesa Sandra Izbașa, campiona olímpica en 2008, durant les Olimpíades de Londres 2012.

### Masculí
| Edició              | Or                   | Plata                                                 | Bronze                           |
| ------------------- | -------------------- | ----------------------------------------------------- | -------------------------------- |
| Los Angeles 1932    | István Pelle         | Georges Miez                                          | Mario Lertora                    |
| Berlín 1936         | Georges Miez         | Josef Walter                                          | Konrad Frey · Eugen Mack         |
| Londres 1948        | Ferenc Pataki        | János Mogyorósi-Klencs                                | Zdenek Ruzicka                   |
| Hèlsinki 1952       | William Thoresson    | Jerzy Jokiel · Tadao Uesako                           | no otorgada                      |
| Melbourne 1956      | Valentin Muratov     | Nobuyuki Aihara · Viktor Chukarin · William Thoresson | no otorgada                      |
| Roma 1960           | Nobuyuki Aihara      | Yuri Titov                                            | Franco Menichelli                |
| Tòquio 1964         | Franco Menichelli    | Yukio Endo · Viktor Lisitsky                          | no otorgada                      |
| Mèxic 1968          | Sawao Kato           | Akinori Nakayama                                      | Takeshi Katō                     |
| Munic 1972          | Nikolai Andrianov    | Akinori Nakayama                                      | Shigeru Kasamatsu                |
| Mont-real 1976      | Nikolai Andrianov    | Vladimir Marchenko                                    | Peter Kormann                    |
| Moscou 1980         | Roland Brückner      | Nikolai Andrianov                                     | Alexander Dityatin               |
| Los Angeles 1984    | Li Ning              | Lou Yun                                               | Koji Sotomura · Philippe Vatuone |
| Seül 1988           | Serguéi Jarkov       | Vladímir Artiómov                                     | Yukio Iketani · Lou Yun          |
| Barcelona 1992      | Li Xiaoshuang        | Yukio Iketani · Grigori Misiutin                      | no otorgada                      |
| Atlanta 1996        | Ioannis Melissanidis | Li Xiaoshuang                                         | Alexei Nemov                     |
| Sídney 2000         | Igors Vihrovs        | Alexei Nemov                                          | Yordan Yovchev                   |
| Atenes 2004         | Kyle Shewfelt        | Marian Drăgulescu                                     | Yordan Yovchev                   |
| Pequín 2008         | Zou Kai              | Gervasio Deferr                                       | Anton Golotsutskov               |
| Londres 2012        | Zou Kai              | Kōhei Uchimura                                        | Denis Ablyazin                   |
| Rio de Janeiro 2016 | Max Whitlock         | Diego Hypólito                                        | Arthur Mariano                   |
| Tòquio 2020         | Artem Dolgopyat      | Rayderley Zapata                                      | Xiao Ruoteng                     |
| París 2024          | Carlos Yulo          | Artiom Dolgopiat                                      | Jake Jarman                      |

### Femení
| Edició              | Or                             | Plata                     | Bronze                                           |
| ------------------- | ------------------------------ | ------------------------- | ------------------------------------------------ |
| Hèlsinki 1952       | Ágnes Keleti                   | Maria Gorokhovskaya       | Margit Korondi                                   |
| Melbourne 1956      | Ágnes Keleti · Larisa Latynina | no otorgada               | Elena Leuşteanu                                  |
| Roma 1960           | Larisa Latynina                | Polina Astakhova          | Tamara Lyukhina                                  |
| Tòquio 1964         | Larisa Latynina                | Polina Astakhova          | Anikó Ducza                                      |
| Mèxic 1968          | Věra Čáslavská · Larisa Petrik | no otorgada               | Natalia Kuchinskaya                              |
| Munic 1972          | Olga Korbut                    | Ludmilla Tourischeva      | Tamara Lazakovich                                |
| Mont-real 1976      | Nellie Kim                     | Ludmilla Tourischeva      | Nadia Comăneci                                   |
| Moscou 1980         | Nadia Comăneci · Nellie Kim    | no otorgada               | Maxi Gnauck · Natalia Shaposhnikova              |
| Los Angeles 1984    | Ecaterina Szabo                | Julianne McNamara         | Mary Lou Retton                                  |
| Seül 1988           | Daniela Silivaş                | Svetlana Boginskaya       | Diana Dudeva                                     |
| Barcelona 1992      | Lavinia Miloşovici             | Henrietta Ónodi           | Cristina Bontaș · Tatiana Gutsu · Shannon Miller |
| Atlanta 1996        | Lilia Podkopayeva              | Simona Amânar             | Dominique Dawes                                  |
| Sídney 2000         | Elena Zamolodchikova           | Svetlana Khorkina         | Simona Amânar                                    |
| Atenes 2004         | Cătălina Ponor                 | Nicoleta Daniela Șofronie | Patricia Moreno                                  |
| Pequín 2008         | Sandra Izbașa                  | Shawn Johnson             | Nastia Liukin                                    |
| Londres 2012        | Aly Raisman                    | Cătălina Ponor            | Aliya Mustafina                                  |
| Rio de Janeiro 2016 | Simone Biles                   | Aly Raisman               | Amy Tinkler                                      |
| Tòquio 2020         | Jade Carey                     | Vanessa Ferrari           | ROC Angelina Melnikova · Mai Murakami            |
| París 2024          | Rebeca Andrade                 | Simone Biles              | Ana Bărbosu                                      |